# L'assedio (Il Trono di Spade)
L'assedio (Blackwater) è il nono e penultimo episodio della seconda stagione della serie televisiva Il Trono di Spade prodotta da HBO e il 19º episodio della serie. È stato scritto da George R. R. Martin, autore della saga letteraria Cronache del ghiaccio e del fuoco da cui è tratta la serie e diretto da Neil Marshall. È andato in onda il 27 maggio 2012.
L'intero episodio è dedicato alla Battaglia delle Acque Nere, in cui l'esercito dei Lannister, comandato dal Primo Cavaliere provvisorio Tyrion Lannister, difende la città di Approdo del Re dall'attacco della flotta di Stannis Baratheon alla Baia delle Acque Nere. A differenza di tutti gli episodi precedenti, "L'assedio" non segue altre storyline relative ai personaggi che si trovano al di fuori di Approdo del Re.
L'episodio ha ricevuto delle recensioni molto positive ed ha vinto un Premio Hugo per la miglior rappresentazione drammatica.

## Trama
La flotta di Stannis Baratheon entra nella baia delle Acque Nere e inizia l'attacco di Approdo del Re: comincia la battaglia decisiva della guerra dei cinque re. Con l'avvicinarsi della flotta di Stannis, Tyrion fa avanzare una sola nave, senza uomini, ma piena di Altofuoco. Davos Seaworth, capitano della flotta di Stannis, si rende conto troppo tardi del pericolo e, quando Bronn scocca una freccia infuocata in mare, il fiume di Altofuoco lasciato dalla nave Lannister si incendia e raggiunge la nave stessa. Questa esplode distruggendo gran parte della flotta di Stannis, compresa la nave di Davos. Imperterrito, Stannis fa sbarcare il resto delle sue truppe e va all'assalto delle mura della città. A proteggere la Porta del Fango viene mandata una piccola armata guidata da Sandor Clegane, ma i soldati sono costretti a ritirarsi quando Sandor soccombe alla sua paura del fuoco. Con nessuna resistenza, Stannis e le sue forze iniziano a posizionare un ariete e le scale d'assedio.
Nel frattempo, Sansa Stark e la sua ancella Shae si trovano all'interno della Fortezza Rossa con Cersei Lannister e le altre donne della corte. Cersei inizia a raccontare a Sansa dei molti oneri che deve sopportare una regina e la informa che, se la città cadesse, tutte loro verranno violentate e uccise. Cersei comincia anche a sospettare che Shae potrebbe non essere chi dice di essere. L'ancella cerca di rispondere, ma viene interrotta dall'arrivo di Lancel Lannister che, ferito, informa la regina che la battaglia non sta andando bene. Temendo per la sicurezza di Joffrey, Cersei ordina a Lancel di scortare il figlio nelle sue stanze. Joffrey, avendo paura della battaglia, segue gli ordini di sua madre e lascia il comando alla Guardia Reale.
Con il ritiro di Joffrey e l'imminente entrata dell'esercito di Stannis dalla Porta del Fango, i difensori della città cominciano a perdere il morale. Tyrion riesce comunque a radunare gli uomini e a condurli attraverso un tunnel segreto che li porta alle spalle delle forze di Stannis. Tuttavia, anche se la prima ondata viene rapidamente sconfitta, una seconda armata di rinforzi di Stannis arriva. Durante la battaglia, una Guardia Reale tenta di assassinare Tyrion, ma il Nano viene salvato dal suo scudiero Podrick Payne, che trafigge la guardia con una lancia. Ferito e sconvolto dall'attacco, Tyrion perde i sensi. Allo stesso tempo, Lord Tywin Lannister giunge improvvisamente sulla spiaggia con il suo esercito unito a quello di Alto Giardino cogliendo alle spalle gli assedianti che, soverchiati dalle forze nemiche, vengono rapidamente sconfitti. Stannis riesce però a fuggire, trascinato via dai suoi uomini.
Nelle stanze di Sansa, Sandor Clegane, intenzionato a fuggire dalla capitale per andare a Nord, propone alla ragazza di scortarla fino a Grande Inverno. Nello stesso tempo, Cersei sta sedendo sul Trono di Spade e raccontando al figlio Tommen una storia per consolarlo e, successivamente, avvelenarlo per paura del brutto esito della battaglia. Prima di far bere la fiala al figlio, però, Cersei viene sorpresa dal rumore delle porte della sala del trono che si spalancano: suo padre Tywin irrompe nella sala e la informa di aver vinto la battaglia. Cersei, sorpresa dal fatto, lascia cadere a terra la fiala di veleno.

## Produzione
Il DVD e il Blu-ray della seconda stagione della serie contiene uno speciale di 30 minuti dedicato alla produzione dell'episodio.

### Ideazione e sviluppo
L'assedio raffigura la prima scena di guerra su larga scala della serie, quella tra i Baratheon e i Lannister, evento che rappresenta il climax della seconda stagione. Nella prima bozza dell'episodio, la battaglia avrebbe dovuto avere luogo off-screen per ragioni di budget e gli spettatori avrebbero dovuto vederla solo attraverso gli occhi di Cersei Lannister e Sansa Stark, rifugiatesi nel fortino di Maegor nel cuore della Fortezza Rossa mentre la battaglia infuriava. Successivamente però, i produttori David Benioff e D. B. Weiss hanno convinto l'HBO ad aumentare considerevolmente il budget della serie per permettere una rappresentazione della battaglia on-screen.
Date le risorse comunque limitate a disposizione, i produttori della serie hanno deciso di non tentare di creare scene di massa spettacolari simili a quelle della Battaglia del Fosso di Helm ne Il Signore degli Anelli, ma piuttosto di focalizzarsi sulla prospettiva dei singoli soldati, ostacolati da una sorta di nebbia di guerra. Questo consentiva inoltre allo spettatore di empatizzare con i partecipanti alla battaglia, che lo spettatore conosceva molto bene dai precedenti episodi a differenza di quelli di un film. I produttori hanno infine insistito nel non ambientare la battaglia esclusivamente su terra nonostante le difficoltà del girare in acqua perché consideravano la battaglia navale essenziale per la storia.

### Sceneggiatura

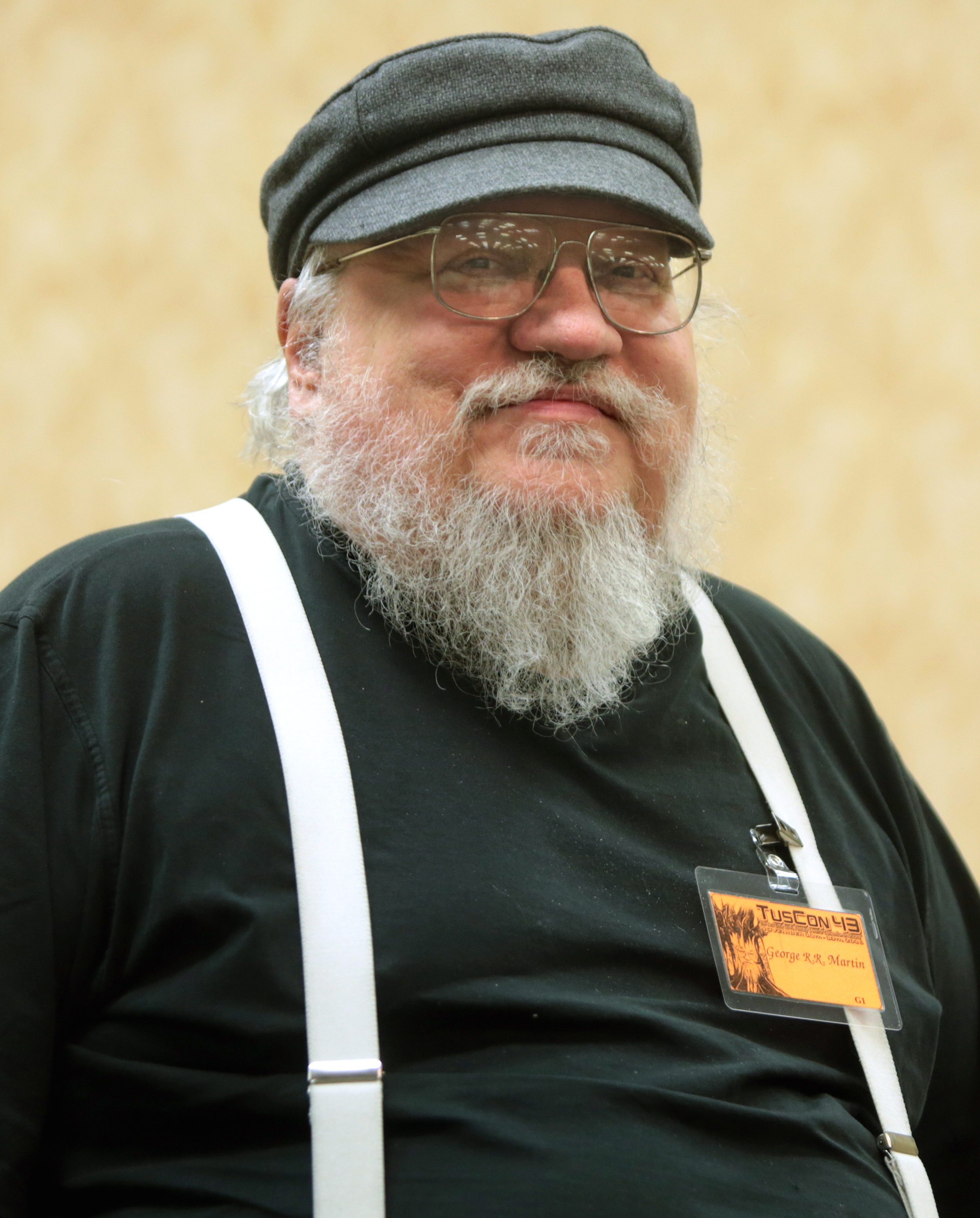
L'episodio è stato scritto dall'autore della saga letteraria George R. R. Martin.

L'episodio è stato scritto da George R. R. Martin, autore dei romanzi delle Cronache del ghiaccio e del fuoco su cui la serie è basata. L'episodio contiene materiale dei capitoli da 58 a 63 del romanzo Lo scontro dei re (Sansa V, Davos III, Tyrion XIII, Sansa VI, Tyrion XIV e Sansa VII). Martin ha dichiarato che l'episodio è stato molto più difficile da scrivere rispetto a quello che aveva scritto nella prima stagione (La guerra alle porte) perché aveva dovuto prendere in considerazione le restrizioni di budget a discapito dell'enorme portata della battaglia che aveva descritto nel romanzo.

### Regia
Il regista inglese Neil Marshall era a conoscenza della serie dai trailer e, data la sua esperienza con film di azione e horror, si era proposto senza successo per la sua regia. Tuttavia circa una settimana prima dell'inizio delle riprese, il regista che avrebbe dovuto dirigere l'episodio dovette abbandonare il ruolo a causa di un'emergenza personale e doveva quindi essere rapidamente trovato un sostituto. Benioff e Weiss optarono per Marshall sulla base del suo lavoro nei film Centurion e Dog Soldiers, dove aveva creato delle sequenze di azione impegnative con un budget limitato. Marshall ha iniziato a filmare dopo due settimane di preparazione in cui aveva rivisto la prima stagione della serie. Ha evitato di riguardare la Battaglia del Fosso di Helm in Il Signore degli Anelli - Le due torri poiché secondo Marshall era un paragone ovvio. Ha studiato, però, film come I vichinghi e Le crociate - Kingdom of Heaven.
Benioff e Weiss hanno descritto le riprese dell'episodio come "quasi un mese di fila di riprese notturne". Il clima freddo e umido di Belfast è stato così scomodo per gli attori e tutta la troupe che molti di loro hanno detto che il loro sfinimento per la battaglia era vero e non solo recitato, e non sono state necessarie macchine per simulare il vento e la pioggia. L'episodio contiene inoltre molti più effetti visivi di ogni altro. Il dipartimento per gli effetti speciali aveva sviluppato una catapulta che sparava sacchi di napalm esplosivo verde per l'esplosione ma alla fine ha deciso di colorare di verde del normale fuoco in fase di post-produzione. Marshall si prese il merito anche di molte scene di violenza durante la battaglia che il copione non descriveva nel dettaglio.

### Musica
La canzone cantata dai soldati dei Lannister prima della battaglia e che viene suonata durante i titoli di coda è Le piogge di Castamere (The Rains of Castamere), adattata dai romanzi delle Cronache del ghiaccio e del fuoco dal musicista della serie Ramin Djawadi. La versione dei titoli di coda è stata suonata dalla band indie rock americana The National e cantata dal frontman della band Matt Berninger. La canzone era apparsa inoltre in due episodi precedenti, in cui veniva fischiettata da Tyrion. 
La canzone riguarda la vittoria di Tywin Lannister sulla casa Reyne di Castamere che si era ribellata contro Casa Lannister, circa 40 anni prima dell'inizio dei romanzi. La strofa che è stata adattata per la serie racconta della sfida dei Reyne: "And who are you, the proud lord said / That I must bow so low?" (E chi sei tu? disse il fiero lord, perché io debba inchinarmi così in basso?) e del conseguente annientamento della loro casata: "But now the rains weep o'er his hall / With no one there to hear." (Ma ora le piogge cadono sui suoi saloni senza nessuno che possa sentirle).

## Accoglienza

### Ascolti
"L'assedio" è stato visto da 3,38 milioni di telespettatori alla sua prima messa in onda negli Stati Uniti, con un rating dell'1,6% nella fascia di riferimento 18-49 anni. La seconda messa in onda due ore dopo ha registrato un ascolto di 0,83 milioni di persone, portando l'ascolto totale della serata a 4,21 milioni. Tale ascolto è stato del 13% più basso del record stagionale registrato nell'episodio precedente Il principe di Grande Inverno, circostanza attribuita da alcuni critici alla ricorrenza del Memorial Day che riduce spesso i telespettatori di circa il 20%. Nel Regno Unito, l'episodio è stato visto da 1,035 milioni di spettatori, risultando il programma più visto della settimana.

### Giudizio della critica
L'episodio è stato acclamato dalla critica come uno dei più belli della serie. Sull'aggregatore di recensioni Rotten Tomatoes, l'episodio ha una percentuale di gradimento del 100%, con un voto medio di 9,38 su 10 basato su 25 recensioni. Come sintesi delle recensioni sul sito si legge "GoT confeziona un elettrizzante tour de force in L'assedio, un'ora epica di televisione commerciale piena di spettacolari sequenze di battaglia e altrettanto potenti sequenze drammatiche." Molte recensioni sono state entusiaste. Il Time ha definito l'episodio "probabilmente la migliore ora di TV dell'anno", Rolling Stone l'ha definito "il più bell'episodio della serie finora" e Entertainment Weekly l'ha definito "probabilmente la miglior sequenza di battaglia mai prodotta per la televisione", superando quella delle altre serie HBO sulla seconda guerra mondiale Band of Brothers - Fratelli al fronte e The Pacific.
Matt Fowler di IGN ha dato all'episodio un punteggio di 10 su 10, chiamandolo "un capolavoro". Alan Sepinwall di HitFix l'ha descritto come "una battaglia epica e un'ora molto profonda" e Ed Cumming di The Daily Telegraph come "un inferno verde smeraldo, tanto letale quanto meraviglioso da guardare".
I commentatori hanno elogiato l'impatto e l'epicità della battaglia. Secondo Todd VanDerWerff di The A.V. Club. anche se molto ridotta rispetto alla descrizione del romanzo Lo scontro dei re, ha comunque superato ogni alta rappresentazione di ogni altra serie tv. La performance di Lena Headey che interpretava la sempre più cinica, ubriaca e disperata regina reggente Cersei Lannister è stata particolarmente lodata. Secondo Sean Collins di Rolling Stone l'episodio ha dato a Lena Headey la sua migliore ora nella serie finora. Sarah Hughes di The Guardian ha descritto le performance di Headey e Peter Dinklage come "meravigliose", lodato la forza terrificante di Cersei e definito angosciante la scena finale con Tommen." L'episodio è stato infine elogiato per la rappresentazione scevra di sentimentalismi della guerra come impresa straziante e costosa, interpretata anche come critica dei sistemi politici che continuano a perpetuarla.
Il regista Neil Marshall ha definito enorme la reazione dei fan e dei critici affermando di non aver mai visto nulla di simile per un episodio di una serie televisiva.

## Riconoscimenti
- 2012 – Primetime Emmy Awards
  - Candidatura per il miglior attore non protagonista in una serie TV drammatica a Peter Dinklage
- 2012 – Primetime Creative Arts Emmy Awards
  - Miglior montaggio audio per una serie TV a Peter Brown, Kira Roessler, Tim Hands, Paul Aulicino, Stephen P. Robinson, Vanessa Lapato, Brett Voss, James Moriana, Jeffrey Wilhoit e David Klotz
  - Miglior missaggio audio per una serie drammatica o commedia (di un'ora) a Matthew Waters, Onnalee Blank, Ronan Hill e Mervyn Moore
- 2012 – British Society of Cinematographers
  - Candidatura per la miglior fotografia in una serie televisiva drammatica a Sam McCurdy
- 2012 – IGN Awards e IGN People's Choice Awards
  - Miglior episodio televisivo
- 2013 – Cinema Audio Society Awards
  - Candidatura per il miglior missaggio audio per una serie televisiva (di un'ora) a Ronan Hill, Onnalee Blank, Mathew Waters e Brett Voss
- 2013 – Golden Reel Awards
  - Candidatura per il miglior montaggio sonoro per i dialoghi e ADR in televisione
  - Candidatura per il miglior montaggio sonoro per la musica in televisione
  - Candidatura per il miglior montaggio sonoro negli effetti sonori
- 2013 – Premio Hugo
  - Miglior rappresentazione drammatica, forma breve a Neil Marshall e George R. R. Martin